# Marie Laveau
Marie Laveau (Marie I.) (New Orleans, 10. rujna 1801. ili 1794. – New Orleans, 16. lipnja 1881.), američka voodoo svećenica kreolskog podrijela.
Njezina kći Marie Laveau II. (1827. – o. 1895.) bila je također vudu svećenica pa izvori često miješaju biografske činjenice dviju žena.

## Životopis
Rođena je u New Orleansu kao slobodna obojena žena. Godine 1819. udala se za Haićanina Jacquesa Parisa, no brak nije dugo potrajao, jer je Paris nestao da bi 1826. godine bio službeno proglašen mrtvim. Poslije suprugove smrti, Marie se počela baviti frizerskim zanatom, uređujući bogate bijelce i kreolce, stekavši tako uvid u živote velikog broja bogatih obitelji iz New Orleansa.
Do godine 1835. ili 1855. živjela je s Louisom Christopherom Duminyjem de Glapionom s kojim je imala petnaestoro djece. U to vrijeme prestala se baviti frizerstvom i u potpunosti se posvetila voodoou. Marie je u svojim obredima koristila mnoge elemente katolicizma, poput svete vode, tamjana, statua svetaca i molitvi kako bi upotpunila voodoo rituale. Na ritualnim okupljanjima pojavljivala se u društvu svoje zmije koju je nazvala Li Grand Zombi. Bijelci su se ispočetka grozili voodooa koji se prakticirao u tajnosti kod potomaka afričkih robova. Razlog su bile priče o čarolijama, orgijama i bacanju čini zbog čega je voodoo došao na zao glas. Zbog toga je Marie nastojala steći potporu javnosti, posebice od bogatih i utjecajnih obitelji, a sami rituali, koji su tada postali javni, održavali su se iza katedrale St. Louisa.
Postavši poznata kao voodoo kraljica i iscjeliteljica postala je jedna od najmoćnijih žena New Orleansa. Vjeruje se da je njena dobra obavještenost o situacijama unutar gradskih obitelji koje je sakupljala kao frizerka, razlog njenih, navodno velikih magičnih moći.
Iz javnosti se povukla 1869. godine, a nasljedila ju je kći Marie II. čiji se biografski podaci često miješaju s onima njene majke.

## Marie Laveau II.
Marie Laveau Glapion rodila se kao jedno od petnaestoro djece, 2. veljače 1827. godine. Prema kazivanju budila je kod ljudi veći strah negoli njena majka. Poslije smrti njene majke 1881. nastavila je djelovanje kao voodoo kraljica, ali nije uspjela posići popularnost i zanimanje javnosti poput majke.
Prema nekim izvorima umrla je krajem 19. stoljeća, utopivši se u jezeru Pontchartrain za vrijeme velike oluje, međutim, bilo je tvrdnji da je viđena čak 1918. godine.

## U popularnoj kulturi
- U filmu Knjižničar: Prokletstvo Judinog pehara glavni junak u potrazi za srebrnim peharom Jude Iškariota jedan od tragova pronalazi u grobu Marie Laveau.
- U talijanskom stripu Zagor pojavljuje se lik Marie Laveau, voodoo vještice.
- U američkoj televizijskoj seriji Američka Horor Priča: Klan, Laveau je utjelovila glumica Angela Bassett